# 유진 잭슨

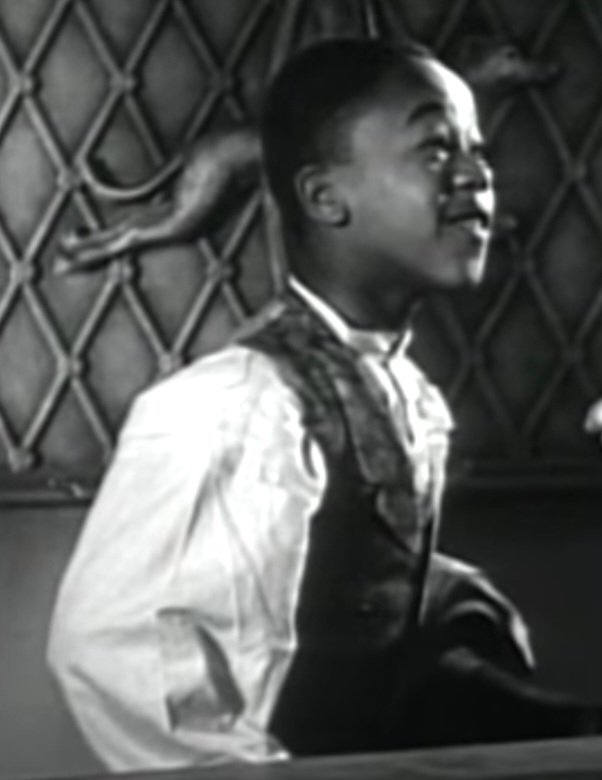

유진 잭슨(Eugene Jackson, 1916년 12월 25일 ~ 2001년 10월 26일)은 미국의 배우이다.
버펄로에서 태어났으며 콤프턴에서 사망하였다. 사인은 심근 경색이다.

## 영화
- 아담스 패밀리 (1991년)
- 그날 이후 (1983년)
- 클레오파트라 존스 (1973년)
- 코피 (1973년)
- 진 크루파 스토리 (1959년)
- 길고 긴 여름날 (1958년)
- 스쿠다 후! 스쿠다 헤이! (1948년)
- 왓츠 버진, 커즌? (1943년)
- 레버릴 위드 비벌리 (1943년)
- 쓰루브레드 돈 크라이 (1937년)
- 시머론 (1931년)
- 딕시아나 (1930년)
- 하트 인 딕시 (1929년)